# Volleybalclub Zwolle (femminile)
Il Volleybalclub Zwolle è una società pallavolistica femminile olandese, con sede a Zwolle: milita nel campionato olandese di Eredivisie.

## Rosa 2024-2025
| N° | Nome                  | Ruolo | Data di nascita   | Nazionalità sportiva |
| -- | --------------------- | ----- | ----------------- | -------------------- |
| 1  | Kiki von Piekartz     | P     | 19 settembre 1995 | Paesi Bassi          |
| 3  | Yara van de Ven       | L     | 21 giugno 2002    | Paesi Bassi          |
| 4  | Pip Kok               | S     | 18 settembre 2006 | Paesi Bassi          |
| 5  | Mae de Graaf          | C     | 2003              | Paesi Bassi          |
| 6  | Geanne Plas           | S     | 2004              | Paesi Bassi          |
| 7  | Yfke Jelsma           | O     | 17 febbraio 2007  | Paesi Bassi          |
| 8  | Lara Hendricks        | S     | 6 ottobre 2000    | Paesi Bassi          |
| 9  | Charlot Vellener      | P     | 30 maggio 2001    | Paesi Bassi          |
| 10 | Anneclaire ter Brugge | O     | 20 febbraio 2002  | Paesi Bassi          |
| 11 | Emily Silderhuis      | C     | 19 gennaio 2004   | Paesi Bassi          |
| 12 | Rianne Stok           | L     | 19 aprile 2000    | Paesi Bassi          |
| 14 | Wies Smits            | S     | 12 marzo 2006     | Paesi Bassi          |
| 12 | Kirsten van Leusen    | C     | 15 febbraio 1998  | Svezia               |